# Euphorbia cornastra
Euphorbia cornastra es una especie de planta fanerógama de la familia Euphorbiaceae. Desde lejos estas plantas tienen el aspecto de Cornus florida, y el epíteto E. cornastra, se refiere a esa semejanza.

## Sinonimia
Poinsettia cornastra Dressler

## Clasificación y descripción de la especie
Arbusto erecto de 1 a 2.5 m de alto. Tallos jóvenes tomentulosos, lampiños con la edad. Hojas alternas o las superiores subopuestas o ternadas, pecíolos tomentulosos de  2 a 6 cm de largo; las lámina anchamente lanceoladas o bien estrechamente ovadas, de 5 a 16 cm de largo por 2 a 10 cm de ancho, los bordes enteros o a veces cerrados, la superficie escasamente puverula por el haz, hasta densamente tomentulosa en el envés; inflorescencia terminal; flores estaminadas numerosas, aprox. de 2 mm de largo, flor pistilada con el pedicelo de unos 2 cm de largo, ovario tomentuloso, de unos 2 mm de largo, estilo de unos 3 mm de largo; la cápsula rompe el invólucro al crecer, alcanza unos 10 mm de largo y ancho antes de secarse; semillas grises obscuras, de 5 mm de largo por 3.5 mm de ancho, ligeramente tuberculadas, sin carúncula.

## Distribución de la especie
Se localiza en México, en el estado de Guerrero, en los alrededores de Cruz de Ocote, camino a Yextla.

## Ambiente terrestre
Crece en el malpaís de calizas, de 2300 a 2350 m s.n.m.

## Estado de conservación
No se encuentra bajo ninguna categoría de riesgo en las normas mexicanas e internacionales (Norma Oficial Mexicana 059).